# Cyclosternum fasciatum
Cyclosternum fasciatum je talna vrsta ptičjega pajka, ki živi v tropskih gozdovih Kostarike in Gvatemale. Znan je pod imenom Costa Rican Tiger Rump. Je lepa vrsta, zato je zelo priljubljena pri gojiteljih malih živali.

## Opis
Cyclosternum fasciatum je eden od manjših ptičjih pajkov, saj meri v razponu nog samo 12 cm. Kljub temu je eden od največjih vrst v rodu. Živali imajo telo črne barve z rdečim tigrastim vzorcem, karapaks pa imajo rdeč. Telo pokrivajo alergene ščetine. Za samce je značilno, da imajo tibialne kavlje na sprednjih parih nog, s katerimi si pomagajo pri lovu in pri obvladovanju samice pri parjenju. Hitro rastejo, njihova življenjska doba pa je dolga. Podobno kot drugi ptičji pajki se tudi Cyclosternum fasciatum v času svojega življenja nekajkrat letno levijo, v mladosti večkrat, odrasle živali pa samo še enkrat letno.

## Značilnosti
Cyclosternum fasciatum so talni pajki, ki živijo v podzemnih rovih. Podobno kot večina ptičjih pajkov novega sveta tudi Cyclosternum fasciatum odvrže dražeča vlakna iz svojega zadka in zadnjih nog, kadar se počuti ogroženega. Samica po oploditvi v jajčni ovoj odleže 200 - 800 jajčec, iz katerih se izležejo mladi pajki, ki se razširijo po okolici. Verjetno je pri tej vrsti prisoten tudi spolni kanibalizem.

## Vzgoja v terariju
Cyclosternum fasciatum gojijo ljubitelji pajkov v terarijih pri relativno visoki vlagi 60% - 70% in pri temperaturi 20-28 °C. Potrebujejo globok sloj substrata, da si lahko skopljejo brlog. So dokaj nemirne živali in se v primeru ogroženosti branijo z odmetavanjem alergenih dlačic. Ljudem so sorazmerno nenevarni, vendar se lahko zaradi večkratnih napadih z alergenimi ščetinami pojavi okrepljena alergija. Niso za začetnike, saj lahko napadejo gojitelja brez vzroka.